# Atractodes grandis
Atractodes grandis är en stekelart som beskrevs av Joseph Augustine Cushman 1922. Atractodes grandis ingår i släktet Atractodes och familjen brokparasitsteklar. Inga underarter finns listade.